# 제7회 이주민 영화제
제7회 이주민 영화제는 2012년 10월 13일에 열린 시상식이다.

## 수상 및 후보

### 상영작
- 희망을 위해 노래를 부른다 - 홍조
- 환영합니다 - 바쿠스
- 마침내 난 당신을 만났다 - 와르토유
- 외국 - 라미차네 푸스퍼라즈
- 친구네 기숙사 - 러비 라마
- 라이의 바꿔주세요
- 우리가 원하는 것 - 박수현 외 1명
- 나만의 찬가 - 웨이웨이츠브
- 0.7%의 삶 - 정규선
- 국경에서 만난 자유의 사람들 그리고 아웅산 수치 - 하차작업장학교
- 학교 가는 길 - 김민지
- 만약 내가 소중하지 않다면 - 찰리
- 파마 - 이란희
- 위 메이크 코리아! - 때인
- 고생이 건너가 달러를 올다 - 김선주 외 1명
- 이민자 - 크리스 웨이츠